# Das gelobte Land (1975)
Das gelobte Land (Ziemia obiecana) ist ein polnischer Spielfilm von Regisseur Andrzej Wajda aus dem Jahr 1975. Er basiert auf dem gleichnamigen Roman (1897–1898) des polnischen Literaturnobelpreisträgers Władysław Reymont. Die erste Aufführung des Films fand am 21. Februar 1975 in Warschau statt. Die erste Aufführung in der Bundesrepublik Deutschland war am 13. Dezember 1976 im ZDF, in der Deutschen Demokratischen Republik am 2. September 1976.

## Handlung
Der Film spielt in der aufstrebenden Textilindustriestadt Łódź am Ende des 19. Jahrhunderts. Die Stadt ist geprägt durch das Zusammenleben von Polen, Deutschen und Juden und zum Ort für Industrielle und Spekulanten geworden. In dieser Zeit beschließen der Pole Karol, der Deutsche Maks und der Jude Moryc, ebenfalls eine Fabrik zu bauen. Durch Insiderinformationen über die Baumwollbörse, die Karol von einer Fabrikantenfrau erhält, können sie ein Geschäft abschließen und damit ihr Startkapital entscheidend aufbessern. Die Einweihung der Fabrik geschieht mit den üblichen Festlichkeiten. Allerdings lässt der Fabrikant, dessen Frau ihn mit Karol betrogen hat, aus Rache an der Fabrik Feuer legen, und diese brennt vollständig ab. Da die drei Freunde aus Geldnot keine Versicherung abgeschlossen haben, stehen sie mittellos da.
Die unterschiedlichen Kulturkreise, die damals in der Stadt existierten und wirtschaftlich miteinander konkurrierten, werden nicht nur durch die Hauptdarsteller gezeigt, sondern auch durch das Nebengeschehen. Die gelegentliche Verwendung kurzer deutscher Phrasen im eigentlich polnischsprachigen Film deutet den Einfluss der deutschen Industriellen im damaligen Łódź an.
Der Film spielt zur Zeit der Hochphase des Industriekapitalismus und zeigt die dabei auftretenden sozialen Konflikte und Gegensätze am Beispiel der Textilindustrie im von Russland annektierten Teil Polens. Während die Fabrikanten in Luxus schwelgen, leben die Fabrikarbeiter in Armut. Einziger Wert für die Fabrikanten ist die Vermehrung ihres Gewinnes und die Repräsentation des eigenen Vermögens. Gleich zu Beginn des Films werden die harten Arbeitsbedingungen und die Konzentration auf Profit als Gegensätze inszeniert. Der Angestellte von Horn versucht einer Witwe, die ihren Mann bei einem Betriebsunfall in der Fabrik von Buchholtz verloren hat, zu helfen und wird dafür vom Fabrikdirektor Karol Borowiecki zurechtgewiesen. Von Horn rechtfertigt sich damit, dass er keine Maschine sei, sondern ein Mensch („Nie jestem maszyną, a człowiekiem“). Doch Borowiecki entgegnet ihm: „Zuhause, aber in der Fabrik ist ihre Menschlichkeit nicht erforderlich“ („W domu, a w fabryce nie wymaga się od pana człowieczeństwa“). In einer späteren Szene kommt Borowiecki zu einem Arbeitsunfall, bei dem ein Arbeiter seinen Arm verloren hat und anscheinend stirbt. Er zögert kurz, fordert dann aber die Arbeiter auf: „An die Maschinen“ („Do maszyn“).

## Kritiken
- Film-dienst schrieb: „Ein episch breites Gesellschaftspanorama, oft grell naturalistisch und in exzessivem Stil entfaltet. Auch wenn die Kritik des Regisseurs manchmal über das Ziel hinausschießt, so ist sein opulent ausgestatteter Film doch auch der Ausdruck eines überzeugten Engagements für den unterdrückten Menschen.“
- Monatszeitschrift Kino 1974, Nr. 12: „Wajda scheint vollkommen ergriffen zu sein von der ungebändigten Lebenskraft, der Energie, der Unternehmungslust, der unbegrenzten Lebens- und Liebeslust der drei jungen Protagonisten vom ‚Gelobten Land‘ zu sein“ – schrieb Tomasz Burek. – „(…) In der Tat zeigt er viel deutlicher als Reymont es beschrieben hat, die Inhaltslosigkeit ihres Lebens, kaschiert durch den dynamischen Infantilismus und Automatismus, um jeden Preis ‚großes Geld‘ zu machen.“[2]

## Auszeichnungen
- 1975: Polnisches Filmfestival Gdynia
  - Bester Schauspieler: Wojciech Pszoniak (Moryc Welt)
  - Bestes Produktionsdesign: Tadeusz Kosarewicz
  - Beste Musik: Wojciech Kilar
  - Goldener Löwe: Andrzej Wajda
- 1975: Internationales Filmfestival Moskau, Goldene Auszeichnung Andrzej Wajda
- 1976: Nominiert für den Oscar als bester fremdsprachiger Film
- 1976: Semana Internacional de Cine de Valladolid, Goldene Ähre
- 2007: Złota Kaczka (Goldene Ente) als Bester Film